# Grottarossa

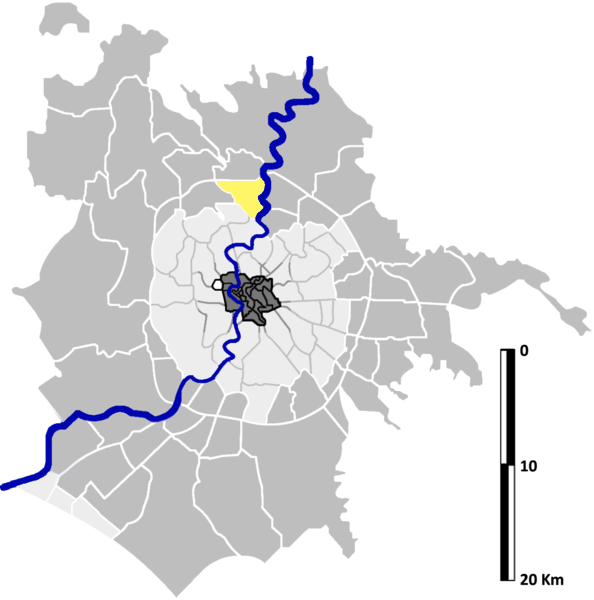
Localisation de Grottarossa sur la carte administrative de Rome.

Grottarossa est une zona di Roma (zone de Rome) située au nord de Rome dans l'Agro Romano en Italie. Elle est désignée dans la nomenclature administrative par Z.LVI et fait partie du Municipio XX. Sa population est de 1 734 habitants répartis sur une superficie de 9,06 km2.

## Histoire

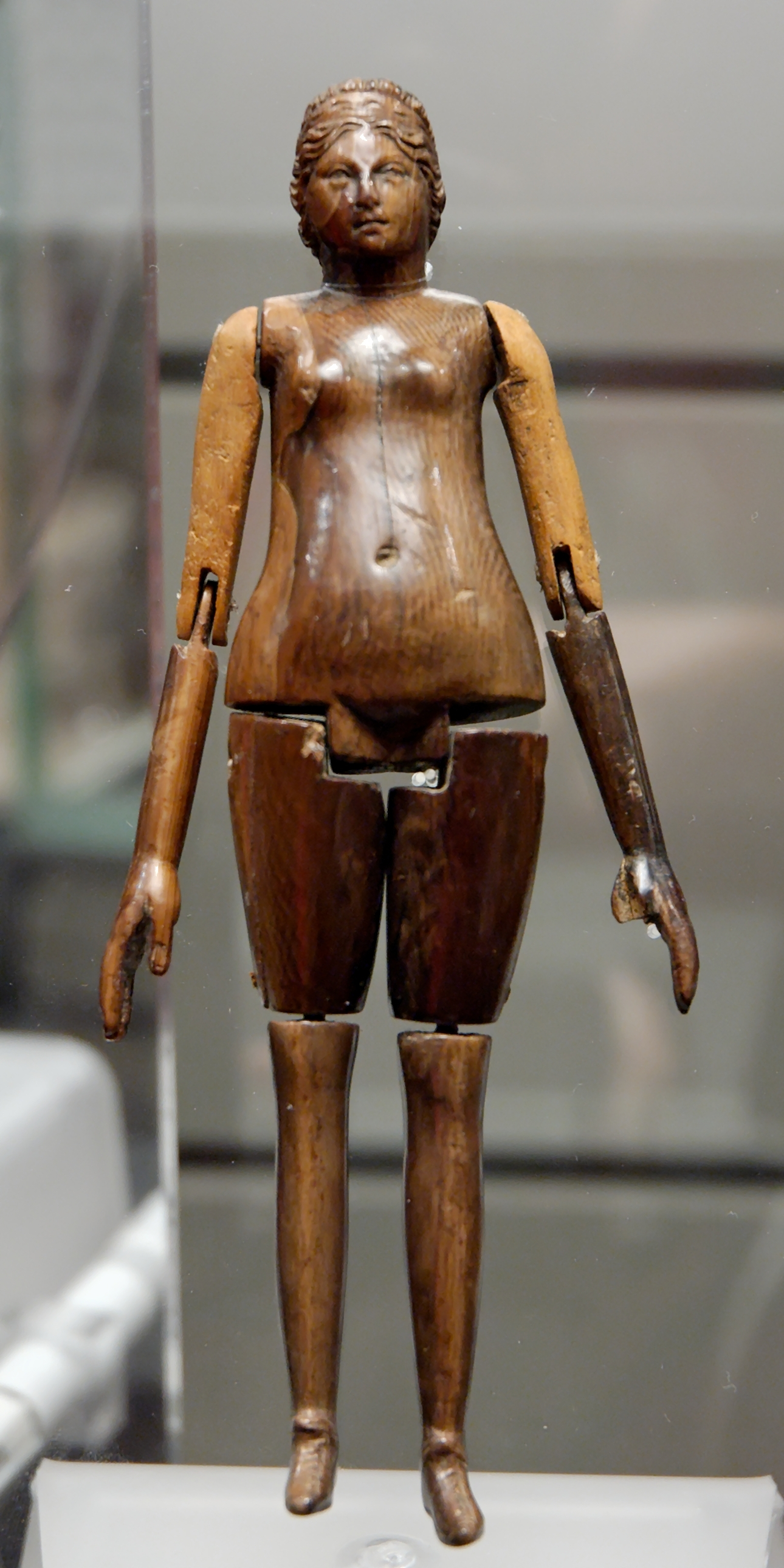
Une poupée du IIe siècle trouvée au côté de la « Momie de Grottarossa »

Cette zone était traversée par la via Veientana qui se séparait de la via Cassia pour relier Rome à l'antique cité de Véies. Le nom de la zone provient des grottes de tuf rouge où a été prouvée la présence d'hommes préhistoriques.
Le 6 février 1964, lors de travaux d'excavation, a été découverte une sépulture romaine du IIe siècle où se trouvait le corps d'une jeune enfant de 8-10 ans qui avait été momifié, procédé non utilisé à cette époque par les Romains. Ce corps, appelé « Momie de Grottarossa » (Mummia di Grottarossa), est un cas unique dont les historiens pensent qu'il est lié à une famille praticienne romaine convertie au rite funéraire égyptien d'Isis. Il a été confié avec de nombreux objets qui l'entourait au Musée national romain de Palazzo Massimo.

## Lieux particuliers
- Le tombeau des Veienti dans le parc Papacci
- Le Castello di Torcrescenza
- L'église Santa Maria Immacolata a Grottarossa